# Nematocisti

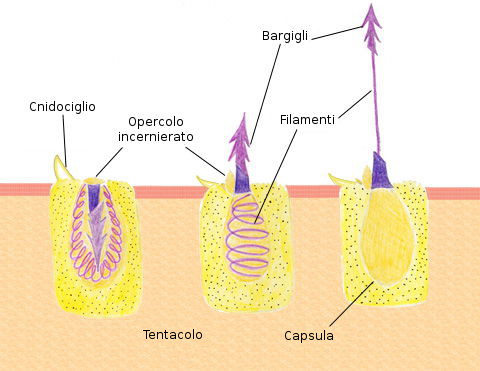
Estroflessione del filamento urticante

Le nematocisti sono capsule urticanti racchiuse in alcune cellule ectodermiche dei Celenterati, dette cnidociti, che servono all'animale per difesa e per paralizzare le prede.

## Struttura e fisiologia
Le nematociti sono costituite da una capsula (nematociste), dotata di un filamento sensorio detto cnidociglio. All'interno della capsula è presente un liquido urticante e un filamento, anch'esso urticante, che, allo stato di riposo, è invaginato a spirale entro la capsula. Lo cnidociglio possiede una terminazione sensitiva che, se stimolata, provoca l'aumento della pressione nella capsula urticante, quindi l'estroflessione del filamento come una molla e la secrezione delle tossine attraverso un piccolo orifizio posto all'estremità del filamento stesso. La stimolazione del cnidociglio, con la conseguente attivazione della nematociste, può avvenire per variazione della pressione idrostatica, dal contatto o da altri stimoli chimici.
Sembra che il sistema nervoso dell'animale non sia coinvolto in questa reazione, ma piuttosto che ogni cnidoblasto agisca indipendentemente, in seguito ad una specifica reazione chimica che avviene tra la superficie che entra in contatto con la cisti e la cellula urticante.

### Cnidoblasti, spirocisti e pticocisti
I nematocisti si raggruppano in tre categorie, la cui presenza è peculiare ad ogni specie.
Un primo tipo, i cnidoblasti, o nematocisti propriamente detti, agiscono come un arpione che, una volta penetrato il corpo della vittima, vi emette una biotossina. L'effetto del veleno può paralizzare la vittima oppure avere effetti neurologici più gravi.
Il tipo detto spirocisti (o colloblasti) emette filamenti adesivi, raccolti a spirale, i quali non emettono nessuna tossina, ma sono utili per catturare le prede o per fissarsi ai substrati. Infatti, se lo cnidociglio viene sfiorato con materiale chimicamente inerte, non si provoca alcuna reazione.
Infine, i pticocisti sono anch'essi delle nematocisti adesive; sono utilizzate esclusivamente dagli esacoralli Ceriantari per costruire il loro involucro membranoso.
Lo zoologo svedese Oscar Carlgren divise le nematocisti in due categorie in base all'aspetto del lungo stelo diritto presente all'interno di capsule non scaricate: b-mastigofore se lo stelo è uniforme e p-mastigofore se lo stelo presenta una tacca a forma di V alla base del tubulo.

### Nomenclatura
Tradizionalmente, secondo la classificazione proposta da Mariscal (1974), le nematocisti possono essere classificate in vari modi sulla base della forma e distribuzione delle spine (o bargigli uncinati) lungo il filamento e alla lunghezza del filamento stesso.
Si hanno pertanto, nematocisti:
- atriche - con filamento privo di spine;
- basitriche - con spine alla base del filamento;
- eterotriche - con due o più tipi di spine;
- olotriche - con spine distribuite lungo tutto il filamento;
- omotriche - con filamento interamente ricoperto dallo stesso tipo di spine;
- macrobasiche - con filamento lungo più di quattro volte l'asse della capsula;
- microbasiche - con filamento lungo meno di una volta e mezza la lunghezza della capsula.

## Tossine
Le biotossine degli cnidari hanno effetto neurotossico, ipnotossico e talatossico; cioè sono provocati da una miscela di tre tossine: ipnossina, talassina e congestina. La miscela varia nell'effetto da specie a specie, con effetti anestetici e paralizzanti dovuti all'ipnossina, reazioni infiammatorie dovute all'effetto allergenico della talassina, mentre la congestina paralizza l'apparato circolatorio e respiratorio.
Nei primi del Novecento furono studiati gli effetti dell'anafilassi, alcune sostanze che se in un primo tempo non producono effetti apprezzabili, successivamente possono indurre effetti gravissimi noti come shock anafilattico. L'azione urticante di alcuni celenterati (meduse, anemoni, fisalie, ecc.) può provocare nell'uomo lesioni a livello epidermico o disturbi generali, in alcuni casi con esito letale per insorgenza di collasso cardiocircolatorio.
Alcuni Nudibranchia che usano cibarsi dei polipi di cnidari sono in grado di accumulare le cnidocisti sulla loro superficie corporea, le quali svolgono la loro reazione difensiva post mortem e dopo essere state ingerite dal mollusco. Questa strategia prende il nome di cleptocnidiosi.